# Olympische Sommerspiele 2008/Teilnehmer (Ukraine)
| Gelbes Symbol für Goldmedaillen mit stilisierten Olympischen Ringen | Graues Symbol für Silbermedaillen mit stilisierten Olympischen Ringen | Braundes Symbol für Bronzemedaillen mit stilisierten Olympischen Ringen |
| ------------------------------------------------------------------- | --------------------------------------------------------------------- | ----------------------------------------------------------------------- |
| 7                                                                   | 4                                                                     | 11                                                                      |

Die Ukraine nahm an den Olympischen Sommerspielen 2008 in Peking mit insgesamt 243 Athleten in 20 Sportarten teil. Von den 243 Athleten waren 127 männlich und 116 weiblich. Es war die insgesamt vierte Teilnahme der Ukraine an den Olympischen Sommerspielen und im Medaillenspiegel konnte die ukrainische Mannschaft mit insgesamt sieben Goldmedaillen 12. Platz belegen und damit denselben Platz wie bei den Olympischen Sommerspielen 2004 in Athen.
Bei der Eröffnungsfeier wurde die ukrainische Fahne von der Schwimmerin Jana Klotschkowa getragen. Die 15-jährige Anastassija Kowal war die jüngste Starterin und der 45-jährige Jean-Claude Van Geenberghe war der älteste ukrainische Teilnehmer. Während Van Geenberghe im Springreiten an den Start ging, bestritt Anastassija Kowal Wettbewerbe im Turnen.

## Medaillen

### Medaillenspiegel
| Medaillenspiegel Ukraine |                |                              |                           |                           |        |
| Platz                    | Sportart       | Goldmedaille – Olympiasieger | Silbermedaille – 2. Platz | Bronzemedaille – 3. Platz | Gesamt |
| 1                        | Schießsport    | 2                            | 1                         | –                         | 3      |
| 2                        | Leichtathletik | 1                            | 2                         | 1                         | 4      |
| 3                        | Boxen          | 1                            | –                         | 1                         | 2      |
| 3                        | Kanusport      | 1                            | –                         | 1                         | 2      |
| 5                        | Bogenschießen  | 1                            | –                         | –                         | 1      |
| 5                        | Fechten        | 1                            | –                         | –                         | 1      |
| 7                        | Ringen         | –                            | 1                         | 3                         | 4      |
| 8                        | Turnsport      | –                            | –                         | 2                         | 2      |
| 9                        | Judo           | –                            | –                         | 1                         | 1      |
| 9                        | Radsport       | –                            | –                         | 1                         | 1      |
| 9                        | Schwimmsport   | –                            | –                         | 1                         | 1      |

### Medaillengewinner

#### Gold
| Name                                                    | Sportart       | Geschlecht | Kategorie                     |
| ------------------------------------------------------- | -------------- | ---------- | ----------------------------- |
| Artur Ajwasjan                                          | Schießsport    | männlich   | 50 Meter Kleinkaliber liegend |
| Natalija Dobrynska                                      | Leichtathletik | weiblich   | Siebenkampf                   |
| Wassyl Lomatschenko                                     | Boxen          | männlich   | Federgewicht                  |
| Inna Ossypenko                                          | Kanusport      | weiblich   | Einer-Kajak 500 Meter         |
| Oleksandr Petriw                                        | Schießsport    | männlich   | 25 Meter Schnellfeuerpistole  |
| Wiktor Ruban                                            | Bogenschießen  | männlich   | Einzel                        |
| Olha Charlan Olena Chomrowa Halyna Pundyk Olha Schownir | Fechten        | weiblich   | Säbel Mannschaft              |

#### Silber
| Name                 | Sportart       | Geschlecht | Kategorie                                |
| -------------------- | -------------- | ---------- | ---------------------------------------- |
| Olena Antonowa       | Leichtathletik | weiblich   | Diskuswurf                               |
| Iryna Lischtschynska | Leichtathletik | weiblich   | 1500 Meter                               |
| Jurij Suchorukow     | Schießsport    | männlich   | Kleinkaliber Dreistellungskampf 50 Meter |
| Andrij Stadnik       | Ringen         | männlich   | Freistil Leichtgewicht                   |

#### Bronze
| Name                           | Sportart       | Geschlecht | Kategorie                         |
| ------------------------------ | -------------- | ---------- | --------------------------------- |
| Hanna Bessonowa                | Turnsport      | weiblich   | Rhythmische Sportgymnastik Einzel |
| Taras Danko                    | Ringen         | männlich   | Freistil Mittelgewicht            |
| Wjatscheslaw Hlaskow           | Boxen          | männlich   | Superschwergewicht                |
| Roman Hontjuk                  | Judo           | männlich   | Halbmittelgewicht                 |
| Lessja Kalytowska              | Radsport       | weiblich   | Einerverfolgung                   |
| Iryna Merleni                  | Ringen         | weiblich   | Freistil Fliegengewicht           |
| Natalija Tobias                | Leichtathletik | weiblich   | 1500 Meter                        |
| Jurij Tscheban                 | Kanusport      | männlich   | Einer-Canadier 500 Meter          |
| Oleksandr Worobjow             | Turnsport      | männlich   | Ringe                             |
| Armen Wardanjan                | Ringen         | männlich   | Griechisch-Römisch Leichtgewicht  |
| Illja Kwascha Oleksij Pryhorow | Schwimmsport   | männlich   | Synchronspringen 3 Meter          |

### Doping
| Goldmedaillen | Silbermedaillen | Bronzemedaillen |
| ------------- | --------------- | --------------- |
| —             | 3               | 3               |

In Folge der Dopingkontrollen bei den Olympischen Sommerspielen 2008 und von Nachtest in den Jahren 2016 und 2017 wurden mehrere Teilnehmer des Dopings überführt. Dazu gehören die folgenden ukrainischen Medaillengewinner:
- Nachdem Ljudmyla Blonska die Silbermedaille im Siebenkampf gewonnen und sich zudem für das Finale im Weitsprung qualifiziert hatte, wurde am 22. August 2008 bekannt gegeben, dass sie positiv auf ein anaboles Steroide getestet wurde. Daraufhin wurde sie disqualifiziert, ihre Ergebnisse annulliert und ihr wurde die Silbermedaille aberkannt.[1]
- Im August 2016 wurde vom IOC bekanntgeben, dass die Gewichtheberin Olha Korobka des Dopings überführt wurde. Bei den Olympischen Spielen 2008 hatte sie die Silbermedaille in Klasse über 75 kg gewonnen. Auf Grund des positiven Dopingtest wurde ihr diese Medaille aberkannt.[2]
- Die Gewichtheberin Natalija Dawydowa gewann in der Klasse bis 69 kg die Bronzemedaille. Im September 2016 wurde vom IWF bekannt gegeben, das sie positiv auf das Anabolikum Dehydrochlormethyltestosteron getestet wurde. Dadurch wurde sie rückwirkend disqualifiziert und ihr die Bronzemedaille aberkannt.[3]
- Am 17. November 2016 wurden von IOC die Namen von insgesamt 16 Athleten bekannt gegeben, welche bei den Olympischen Spielen 2008 gedopt haben. Darunter ist auch der Stabhochspringer Denys Jurtschenko, welcher bei den Spielen die Bronzemedaille gewann. Er wurde positiv auf Dehydrochlormethyltestosteron getestet, daraufhin nachträglich disqualifiziert und ihn wurde die Bronzemedaille aberkannt.[4]
- Am 1. März 2017 gab das IOC bekannt, das Wiktorija Tereschtschuk die nachträglichen Dopingtest nicht bestanden hat. In ihrem Blut wurde das Anabolikum Dehydrochlormethyltestosteron nachgewiesen. Daraufhin wurde sie disqualifiziert und ihr wurde die Bronzemedaille aberkannt, welche sie im Modernen Fünfkampf gewonnen hat.[5]
- Im April 2017 wurden drei weitere Dopingfälle bekannt geben und darunter befand sich auch der Ringer Wassyl Fedoryschyn, welcher bei den Olympischen Spielen 2008 in der Klasse bis 60 kg die Silbermedaille im Freistilringen gewonnen hat. Er wurde daraufhin nachträglich disqualifiziert und ihm die Silbermedaille entzogen.[6]

Die Leichtathletin Olena Antonowa konnte vom positiven Dopingtest der Kubanerin Yarelys Barrios profitieren. Während Antonowa die Bronzemedaille bei den Olympischen Spielen gewann, belegte Barrios den zweiten Platz. Bei den Nachtest wurde Barrios im Jahr 2016 positiv auf Acetazolamid getestet, daraufhin disqualifiziert und ihr wurde die Silbermedaille aberkannt. Währenddessen wurde die Silbermedaille Antonowa zugesprochen.

## Teilnehmer nach Sportart

### Badminton
| Athlet                   | Wettkampf | Runde 1   | Runde 1      | Runde 2       | Runde 2       | Achtelfinale  | Achtelfinale  | Viertelfinale | Viertelfinale | Halbfinale    | Halbfinale    | Finale        | Finale        | Endstand |
| Athlet                   | Wettkampf | Gegner    | Ergebnis     | Gegner        | Ergebnis      | Gegner        | Ergebnis      | Gegner        | Ergebnis      | Gegner        | Ergebnis      | Gegner        | Ergebnis      | Platz    |
| ------------------------ | --------- | --------- | ------------ | ------------- | ------------- | ------------- | ------------- | ------------- | ------------- | ------------- | ------------- | ------------- | ------------- | -------- |
| Frauen                   |           |           |              |               |               |               |               |               |               |               |               |               |               |          |
| Laryssa Hryha            | Einzel    | Allegrini | 21:15, 21:11 | Nehwal        | 18:21, 10:21  | ausgeschieden | ausgeschieden | ausgeschieden | ausgeschieden | ausgeschieden | ausgeschieden | ausgeschieden | ausgeschieden | 17       |
| Männer                   |           |           |              |               |               |               |               |               |               |               |               |               |               |          |
| Wladyslaw Druschtschenko | Einzel    | Lång      | 12:21, 19:21 | ausgeschieden | ausgeschieden | ausgeschieden | ausgeschieden | ausgeschieden | ausgeschieden | ausgeschieden | ausgeschieden | ausgeschieden | ausgeschieden | 33       |

### Bogenschießen
Nachdem Wiktor Ruban bei den Olympischen Sommerspielen 2004 in Athen mit dem Team die Bronzemedaille gewonnen hatte, wurde er Olympiasieger im Einzelwettbewerb und gewann damit die erste ukrainische Goldmedaille im Bogenschießen. Im Gegensatz dazu verpasste er gemeinsam mit Markijan Iwaschko und Oleksandr Serdjuk den erneuten Gewinn einer Medaille im Team-Wettbewerb als Vierter.
| Athlet                                           | Wettkampf | Qualifikation | Qualifikation | Runde 1 | Runde 1  | Runde 2       | Runde 2       | Achtelfinale  | Achtelfinale  | Viertelfinale     | Viertelfinale | Halbfinale    | Halbfinale    | Finale        | Finale        | Endstand |
| Athlet                                           | Wettkampf | Ringe         | Platz         | Gegner  | Ergebnis | Gegner        | Ergebnis      | Gegner        | Ergebnis      | Gegner            | Ergebnis      | Gegner        | Ergebnis      | Gegner        | Ergebnis      | Platz    |
| ------------------------------------------------ | --------- | ------------- | ------------- | ------- | -------- | ------------- | ------------- | ------------- | ------------- | ----------------- | ------------- | ------------- | ------------- | ------------- | ------------- | -------- |
| Männer                                           |           |               |               |         |          |               |               |               |               |                   |               |               |               |               |               |          |
| Markijan Iwaschko                                | Einzel    | 658           | 32            | Morillo | 107:115  | ausgeschieden | ausgeschieden | ausgeschieden | ausgeschieden | ausgeschieden     | ausgeschieden | ausgeschieden | ausgeschieden | ausgeschieden | ausgeschieden | 41       |
| Wiktor Ruban                                     | Einzel    | 678           | 03            | Youssef | 111:096  | Naray         | 115:105       | Proć          | 114:108       | Ryuichi           | 115:106       | Badenow       | 112:112 1     | Park          | 113:112       | Gold     |
| Oleksandr Serdjuk                                | Einzel    | 661           | 20            | Pieper  | 107:105  | Dobrowolski   | 111:111 2     | ausgeschieden | ausgeschieden | ausgeschieden     | ausgeschieden | ausgeschieden | ausgeschieden | ausgeschieden | ausgeschieden | 17       |
| Markijan Iwaschko Wiktor Ruban Oleksandr Serdjuk | Team      | 1997          | 2             | –       | –        | –             | –             | Freilos       | Freilos       | Chinesisch Taipeh | 214:211       | Italien       | 221:223       | ausgeschieden | ausgeschieden | 4        |

### Boxen
Wassyl Lomatschenko konnte nach zwölf Jahren der zweite ukrainische Olympiasieger im Boxen werden. Damit stieg er in die Fußstapfen von Wladimir Klitschko, der bei den Olympischen Sommerspielen 1996 im Superschwergewicht Olympiasieger wurde. Zudem gewann Wjatscheslaw Hlaskow, weil er durch eine Verletzung nicht im Halbfinale antreten konnte, die Bronzemedaille im Superschwergewicht.
| Athlet                  | Wettkampf          | Runde 1         | Runde 1         | Achtelfinale    | Achtelfinale    | Viertelfinale   | Viertelfinale   | Halbfinale      | Halbfinale      | Finale          | Finale          | Endstand |
| Athlet                  | Wettkampf          | Gegner          | Ergebnis        | Gegner          | Ergebnis        | Gegner          | Ergebnis        | Gegner          | Ergebnis        | Gegner          | Ergebnis        | Platz    |
| ----------------------- | ------------------ | --------------- | --------------- | --------------- | --------------- | --------------- | --------------- | --------------- | --------------- | --------------- | --------------- | -------- |
| Männer                  |                    |                 |                 |                 |                 |                 |                 |                 |                 |                 |                 |          |
| Serhij Derewjantschenko | Mittelgewicht      | Wang            | 15:06           | Correa          | 04:18           | ausgeschieden   | ausgeschieden   | ausgeschieden   | ausgeschieden   | ausgeschieden   | ausgeschieden   | 09       |
| Wjatscheslaw Hlaskow    | Superschwergewicht | –               | –               | Alfonso         | 05:03           | Ouatah          | 10:04           | Zhang           | WO 1            | ausgeschieden   | ausgeschieden   | Bronze   |
| Wassyl Lomatschenko     | Federgewicht       | Selimow         | 14:07           | Sultonov        | 13:01           | Li              | 12:03           | Kılıç           | 10:01           | Khedafi         | RSC             | Gold     |
| Oleksandr Kljutschko    | Leichtgewicht      | Hu              | 08:10           | ausgeschieden   | ausgeschieden   | ausgeschieden   | ausgeschieden   | ausgeschieden   | ausgeschieden   | ausgeschieden   | ausgeschieden   | 17       |
| Ismajil Sillach         | Halbschwergewicht  | disqualifiziert | disqualifiziert | disqualifiziert | disqualifiziert | disqualifiziert | disqualifiziert | disqualifiziert | disqualifiziert | disqualifiziert | disqualifiziert | DOP 2    |
| Oleksandr Strezkyj      | Weltergewicht      | Castillo        | 09:06           | Johnson         | 04:09           | ausgeschieden   | ausgeschieden   | ausgeschieden   | ausgeschieden   | ausgeschieden   | ausgeschieden   | 09       |
| Heorhij Tschyhajew      | Halbfliegengewicht | Airapetjan      | 13:11           | Hernández       | 03:21           | ausgeschieden   | ausgeschieden   | ausgeschieden   | ausgeschieden   | ausgeschieden   | ausgeschieden   | 09       |
| Oleksandr Ussyk         | Schwergewicht      | –               | –               | Nijiati         | 23.04           | Russo           | 04:07           | ausgeschieden   | ausgeschieden   | ausgeschieden   | ausgeschieden   | 05       |

### Fechten
Im erstmals ausgetragenen Degen-Mannschaftswettbewerb konnte die ukrainische Mannschaft mit Olha Charlan, Olena Chomrowa, Halyna Pundyk, Olha Schownir die Goldmedaille gewinnen und sind damit die ersten Olympiasieger in dieser Disziplin. Zudem war es die erste ukrainische Goldmedaille im Fechten.
| Athleten                                                          | Wettbewerb       | 1. Runde     | 1. Runde | 2. Runde      | 2. Runde      | Achtelfinale  | Achtelfinale  | Viertelfinale | Viertelfinale | Halbfinale         | Halbfinale    | Finale        | Finale        | Rang |
| Athleten                                                          | Wettbewerb       | Gegner       | Ergebnis | Gegner        | Ergebnis      | Gegner        | Ergebnis      | Gegner        | Ergebnis      | Gegner             | Ergebnis      | Gegner        | Ergebnis      | Rang |
| ----------------------------------------------------------------- | ---------------- | ------------ | -------- | ------------- | ------------- | ------------- | ------------- | ------------- | ------------- | ------------------ | ------------- | ------------- | ------------- | ---- |
| Frauen                                                            |                  |              |          |               |               |               |               |               |               |                    |               |               |               |      |
| Olha Charlan                                                      | Säbel Einzel     | Freilos      | Freilos  | Marzocca      | 15:08         | Jacobson      | 13:15         | ausgeschieden | ausgeschieden | ausgeschieden      | ausgeschieden | ausgeschieden | ausgeschieden | 13   |
| Olena Chomrowa                                                    | Säbel Einzel     | Freilos      | Freilos  | Socha         | 15:11         | Djatschenko   | 15:14         | Jacobson      | 11:15         | ausgeschieden      | ausgeschieden | ausgeschieden | ausgeschieden | 08   |
| Olha Lelejko                                                      | Florett Einzel   | Mroczkiewicz | 09:15    | ausgeschieden | ausgeschieden | ausgeschieden | ausgeschieden | ausgeschieden | ausgeschieden | ausgeschieden      | ausgeschieden | ausgeschieden | ausgeschieden | 36   |
| Halyna Pundyk                                                     | Säbel Einzel     | du Plooy     | 15:07    | Welikaja      | 07:15         | ausgeschieden | ausgeschieden | ausgeschieden | ausgeschieden | ausgeschieden      | ausgeschieden | ausgeschieden | ausgeschieden | 29   |
| Jana Schemjakina                                                  | Degen Einzel     | –            | –        | Jiménez       | 13:15         | ausgeschieden | ausgeschieden | ausgeschieden | ausgeschieden | ausgeschieden      | ausgeschieden | ausgeschieden | ausgeschieden | 18   |
| Olha Charlan Olena Chomrowa Halyna Pundyk Olha Schownir           | Säbel Mannschaft | –            | –        | –             | –             | –             | –             | Russland      | 45:34         | Vereinigte Staaten | 45:39         | China         | 45:44         | Gold |
| Männer                                                            |                  |              |          |               |               |               |               |               |               |                    |               |               |               |      |
| Maxym Chworost                                                    | Degen Einzel     | Freilos      | Freilos  | Tichomirow    | 11:15         | ausgeschieden | ausgeschieden | ausgeschieden | ausgeschieden | ausgeschieden      | ausgeschieden | ausgeschieden | ausgeschieden | 19   |
| Bohdan Nikischyn                                                  | Degen Einzel     | Wood         | 15:07    | Kauter        | 12:15         | ausgeschieden | ausgeschieden | ausgeschieden | ausgeschieden | ausgeschieden      | ausgeschieden | ausgeschieden | ausgeschieden | 28   |
| Dmytro Tschumak                                                   | Degen Einzel     | Freilos      | Freilos  | Limardo       | 15:13         | Jung          | 06:15         | ausgeschieden | ausgeschieden | ausgeschieden      | ausgeschieden | ausgeschieden | ausgeschieden | 13   |
| Maxym Chworost Witalij Medwedjew Bohdan Nikischyn Dmytro Tschumak | Degen Mannschaft | –            | –        | –             | –             | Freilos       | Freilos       | Polen         | 37:45         | ausgeschieden      | ausgeschieden | ausgeschieden | ausgeschieden | 7    |

### Gewichtheben
Eigentlich konnte die Ukraine jeweils eine Silbermedaille und Bronzemedaille gewinnen. Bei Nachtest in den Jahren 2016 und 2017 wurden die beiden Medaillengewinnerinnen des Dopings überführtund damit wurden der Ukraine beide Medaillen aberkannt. Zudem war auch ein ukrainischer Gewichtheber bei den Olympischen Sommerspielen gedopt gewesen.
| Athleten          | Wettbewerb         | Reißen  | Reißen | Stoßen  | Stoßen | Gewicht | Rang  |
| Athleten          | Wettbewerb         | Gewicht | Rang   | Gewicht | Rang   | Gewicht | Rang  |
| ----------------- | ------------------ | ------- | ------ | ------- | ------ | ------- | ----- |
| Frauen            |                    |         |        |         |        |         |       |
| Natalija Dawydowa | Klasse bis 69 kg   | 115 kg  | –      | 135 kg  | –      | 250 kg  | DOP 1 |
| Julija Dowhal     | Klasse über 75 kg  | 118 kg  | 03     | 140 kg  | 05     | 258 kg  | 05    |
| Olha Korobka      | Klasse über 75 kg  | 124 kg  | –      | 153 kg  | –      | 277 kg  | DOP 2 |
| Nadija Myronjuk   | Klasse bis 75 kg   | 105 kg  | 06     | 132 kg  | 06     | 237 kg  | 06    |
| Männer            |                    |         |        |         |        |         |       |
| Artem Iwanow      | Klasse bis 94 kg   | 170 kg  | 09     | 210 kg  | 08     | 380 kg  | 08    |
| Ihor Rasorjonow   | Klasse bis 105 kg  | 187 kg  | –      | 223 kg  | –      | 410 kg  | DOP 3 |
| Ihor Schymetschko | Klasse über 105 kg | 201 kg  | 05     | 232 kg  | 06     | 433 kg  | 05    |
| Oleksij Torochtij | Klasse bis 105 kg  | 177 kg  | 10     | 213 kg  | 10     | 390 kg  | 10    |
| Artem Udatschyn   | Klasse über 105 kg | 207 kg  | 03     | 235 kg  | 04     | 442 kg  | 04    |

### Judo
Nachdem Roman Hontjuk bei den Olympischen Sommerspielen 2004 die Silbermedaille gewonnen hatte, konnte er nach der Niederlage im Halbfinale gegen den deutschen Ole Bischof die Bronzemedaille im Halbmittelgewicht gewinnen. Damit ist er der erste ukrainische Judoka, welcher bei Olympischen Sommerspielen zwei Medaillen gewinnen konnte.
| Athlet               | Wettkampf          | Runde der besten 64 | Runde der besten 64 | Runde der besten 32 | Runde der besten 32 | Achtelfinale  | Achtelfinale  | Viertelfinale | Viertelfinale | Halbfinale    | Halbfinale    | Finale        | Finale        | Endstand |
| Athlet               | Wettkampf          | Gegner              | Ergebnis            | Gegner              | Ergebnis            | Gegner        | Ergebnis      | Gegner        | Ergebnis      | Gegner        | Ergebnis      | Gegner        | Ergebnis      | Platz    |
| -------------------- | ------------------ | ------------------- | ------------------- | ------------------- | ------------------- | ------------- | ------------- | ------------- | ------------- | ------------- | ------------- | ------------- | ------------- | -------- |
| Frauen               |                    |                     |                     |                     |                     |               |               |               |               |               |               |               |               |          |
| Ljudmyla Lusnikowa   | Superleichtgewicht | –                   | –                   | M'barki             | 0221:0000           | Kim           | 0000:0100     | ausgeschieden | ausgeschieden | ausgeschieden | ausgeschieden | ausgeschieden | ausgeschieden | 15       |
| Natalija Smal        | Mittelgewicht      | –                   | –                   |                     |                     | Böhm          | 0010:1001     | ausgeschieden | ausgeschieden | ausgeschieden | ausgeschieden | ausgeschieden | ausgeschieden | 09       |
| Maryna Pryschtschepa | Halbschwergewicht  | –                   | –                   | Wollert             | 0010:0011           | ausgeschieden | ausgeschieden | ausgeschieden | ausgeschieden | ausgeschieden | ausgeschieden | ausgeschieden | ausgeschieden | 20       |
| Maryna Prokofjewa    | Schwergewicht      | –                   | –                   |                     |                     | Tong          | 0000:1000     | ausgeschieden | ausgeschieden | ausgeschieden | ausgeschieden | ausgeschieden | ausgeschieden | 13       |
| Männer               |                    |                     |                     |                     |                     |               |               |               |               |               |               |               |               |          |
| Hennadij Bilodid     | Leichtgewicht      | –                   | –                   | Metschidow          | 1000:0000           | Boqiev        | ausgeschieden | ausgeschieden | ausgeschieden | ausgeschieden | ausgeschieden | ausgeschieden | ausgeschieden | 07       |
| Roman Hontjuk        | Halbmittelgewicht  | Freilos             | Freilos             | Denanyoh            | 1010:0001           | Valles        | 0110:0001     | Burton        | 0121:0010     | Bischof       | 0001:0011     | ausgeschieden | ausgeschieden | Bronze   |
| Walentyn Hrekow      | Mittelgewicht      | –                   | –                   | Camacho             | 0000:1000           | ausgeschieden | ausgeschieden | ausgeschieden | ausgeschieden | ausgeschieden | ausgeschieden | ausgeschieden | ausgeschieden | 20       |
| Maksym Korotun       | Superleichtgewicht | Lourenço            | 0001:1001           | ausgeschieden       | ausgeschieden       | ausgeschieden | ausgeschieden | ausgeschieden | ausgeschieden | ausgeschieden | ausgeschieden | ausgeschieden | ausgeschieden | 33       |
| Jewhen Sotnykow      | Schwergewicht      | Freilos             | Freilos             | Schlittler          | 0001:0010           | ausgeschieden | ausgeschieden | ausgeschieden | ausgeschieden | ausgeschieden | ausgeschieden | ausgeschieden | ausgeschieden | 21       |

### Kanusport
Mit ihrer Goldmedaille im Kajak-Einer über die 500 Meter schrieb Inna Ossypenko ukrainische olympische Geschichte, da sie die erste ukrainische Olympiasiegerin im Kanusport wurde. Zudem gewann Jurij Tscheban im Canadier-Einer über die 500 Meter die Bronzemedaille.
| Athleten                          | Wettbewerb     | Vorlauf      | Vorlauf | Halbfinale   | Halbfinale | Finale        | Finale        |
| Athleten                          | Wettbewerb     | Zeit         | Rang    | Zeit         | Rang       | Zeit          | Rang          |
| --------------------------------- | -------------- | ------------ | ------- | ------------ | ---------- | ------------- | ------------- |
| Frauen                            |                |              |         |              |            |               |               |
| Inna Ossypenko                    | K-1 500 m      | 1:49,776 min | 2       | 1:51,558 min | 1          | 1:50,673 min  | Gold          |
| Männer                            |                |              |         |              |            |               |               |
| Jurij Tscheban                    | C-1 500 Meter  | 1:49,454 min | 3       | 1:51,507 min | 1          | 1:48,766 min  | Bronze        |
| Jurij Tscheban                    | C-1 1000 Meter | 4:23,188 min | 6       | 4:06,095 min | 7          | ausgeschieden | ausgeschieden |
| Serhij Besuhlyj Maksym Prokopenko | C-2 500 Meter  | 1:42,054 min | 3       | –            | –          | 1:44,157 min  | 8             |
| Ruslan Dschalilow Petro Kruk      | C-2 1000 Meter | 4:06,744 min | 7       | 3:46,050 min | 5          | ausgeschieden | ausgeschieden |

### Leichtathletik
12 Jahre nachdem Inessa Krawez bei den Olympischen Sommerspielen 1996 in Atlanta im Dreisprung Olympiasiegerin wurde, konnte Ljudmyla Blonska den Wettbewerb im Siebenkampf gewinnen und damit die zweite ukrainische Olympiasiegerin in der Leichtathletik werden. Eigentlich konnte die Ukraine im Siebenkampf einen Doppelsieg bejubeln, aber noch während der Olympischen Sommerspiele 2008 wurde die Gewinnerin der Silbermedaille des Dopings überführt. Mit insgesamt einer Goldmedaille, zwei Silbermedaillen und einer Bronzemedaille ist die Leichtathletik die zweitbeste Sportart im ukrainischen Medaillenspiegel.
Laufen und Gehen
| Athleten                                                                  | Wettbewerb        | Vorlauf  | Vorlauf | Viertelfinale | Viertelfinale | Halbfinale    | Halbfinale    | Finale        | Finale        |
| Athleten                                                                  | Wettbewerb        | Resultat | Rang    | Resultat      | Rang          | Resultat      | Rang          | Resultat      | Rang          |
| ------------------------------------------------------------------------- | ----------------- | -------- | ------- | ------------- | ------------- | ------------- | ------------- | ------------- | ------------- |
| Frauen                                                                    |                   |          |         |               |               |               |               |               |               |
| Natalija Berkut                                                           | 10.000 m          | –        | –       | –             | –             | –             | –             | DNS           | DNS           |
| Tetjana Filonjuk                                                          | Marathon          | –        | –       | –             | –             | –             | –             | 2:33:35       | 31            |
| Antonina Jefremowa                                                        | 400 m             | 53,22    | 06      | –             | –             | ausgeschieden | ausgeschieden | ausgeschieden | ausgeschieden |
| Julija Krewsun                                                            | 800 m             | 2:00,21  | 01      | –             | –             | 1:57,32       | 02            | 1:58,73       | 07            |
| Iryna Lischtschynska                                                      | 1500 m            | 4:13,60  | 01      | –             | –             | –             | –             | 4:01,63       | Silber        |
| Hanna Mischtschenko                                                       | 1500 m            | 4:05,61  | 02      | –             | –             | –             | –             | 4:05,13       | 09            |
| Tetjana Petljuk                                                           | 800 m             | 2:00,00  | 02      | –             | –             | 1:59,27       | 04            | ausgeschieden | ausgeschieden |
| Natalija Pohrebnjak                                                       | 100 m             | 11,60    | 04      | 11,55         | 08            | ausgeschieden | ausgeschieden | ausgeschieden | ausgeschieden |
| Nadija Prokopuk                                                           | 20 km Gehen       | –        | –       | –             | –             | –             | –             | 1:35:50       | 34            |
| Natalija Pyhyda                                                           | 200 m             | 22,91    | 01      | 23,03         | 04            | 22,95         | 06            | ausgeschieden | ausgeschieden |
| Anastassija Rabtschenjuk                                                  | 400 m Hürden      | 55,18    | 02      | –             | –             | 54,60         | 02            | 53,96         | 04            |
| Oksana Skljarenko                                                         | Marathon          | –        | –       | –             | –             | –             | –             | 2:55:39       | 69            |
| Jewhenija Snihur                                                          | 100 m Hürden      | 13,06    | 05      | –             | –             | ausgeschieden | ausgeschieden | ausgeschieden | ausgeschieden |
| Wira Sosulja                                                              | 20 km Gehen       | –        | –       | –             | –             | –             | –             | 1:30:31       | 17            |
| Natalija Tobias                                                           | 1500 m            | 4:03,19  | 03      | –             | –             | –             | –             | 4:01,76       | Bronze        |
| Walentyna Horpynytsch                                                     | 3000 m Hindernis  | 9:43,95  | 11      | –             | –             | –             | –             | ausgeschieden | ausgeschieden |
| Natalija Pohrebnjak Natalija Pyhyda Iryna Schepertjuk Oksana Schtscherbak | 4 × 100 m Staffel | DSQ      | DSQ     | –             | –             | –             | –             | ausgeschieden | ausgeschieden |
| Ksenija Karandjuk Tetjana Petljuk Natalija Pyhyda Oksana Schtscherbak     | 4 × 400 m Staffel | 3:27,91  | 05      | –             | –             | –             | –             | ausgeschieden | ausgeschieden |
| Männer                                                                    |                   |          |         |               |               |               |               |               |               |
| Ihor Bodrow                                                               | 200 m             | 21,38 s  | 06      | ausgeschieden | ausgeschieden | ausgeschieden | ausgeschieden | ausgeschieden | ausgeschieden |
| Serhij Budsa                                                              | 50 km Gehen       | –        | –       | –             | –             | –             | –             | 3:58:21 h     | 24            |
| Iwan Heschko                                                              | 1500 m            | DNS      | DNS     | –             | –             | ausgeschieden | ausgeschieden | ausgeschieden | ausgeschieden |
| Dmytro Hluschtschenko                                                     | 100 m             | 10,92 s  | 05      | ausgeschieden | ausgeschieden | ausgeschieden | ausgeschieden | ausgeschieden | ausgeschieden |
| Mychajlo Knysch                                                           | 400 m             | 46,28 s  | 06      | –             | –             | ausgeschieden | ausgeschieden | ausgeschieden | ausgeschieden |
| Andrij Kowenko                                                            | 20 km Gehen       | –        | –       | –             | –             | –             | –             | 1:22:59 h     | 24            |
| Oleksandr Kusyn                                                           | Marathon          | –        | –       | –             | –             | –             | –             | DNF           | DNF           |
| Vasyl Matviychuk                                                          | Marathon          | –        | –       | –             | –             | –             | –             | 2:17:50 h     | 27            |
| Oleksandr Sitkowskyj                                                      | Marathon          | –        | –       | –             | –             | –             | –             | DNF           | DNF           |
| Oleksij Kasanin                                                           | 50 km Gehen       | –        | –       | –             | –             | –             | –             | DNF           | DNF           |
| Oleksij Schelest                                                          | 50 km Gehen       | –        | –       | –             | –             | –             | –             | 3:59:46 h     | 27            |

Springen und Werfen
| Athletin             | Wettbewerb     | Halbfinale | Halbfinale | Finale        | Finale        |
| Athletin             | Wettbewerb     | Resultat   | Rang       | Resultat      | Rang          |
| -------------------- | -------------- | ---------- | ---------- | ------------- | ------------- |
| Frauen               |                |            |            |               |               |
| Olena Antonowa       | Diskuswurf     | 61,25 m    | 11         | 62,59 m       | Silber 1      |
| Ljudmyla Blonska     | Weitsprung     | 06,76 m    | DOP 2      | ausgeschieden | ausgeschieden |
| Kateryna Karsak      | Diskuswurf     | 58,61 m    | 21         | ausgeschieden | ausgeschieden |
| Lilija Kulyk         | Dreisprung     | 13,66 m    | 24         | ausgeschieden | ausgeschieden |
| Natalija Kuschtsch   | Stabhochsprung | 04,15 m    | 27         | ausgeschieden | ausgeschieden |
| Tetjana Ljachowytsch | Speerwurf      | 55,50 m    | 35         | ausgeschieden | ausgeschieden |
| Switlana Mamjejewa   | Dreisprung     | 14,01 m    | 13         | ausgeschieden | ausgeschieden |
| Iryna Novozhylova    | Hammerwurf     | 68,11 m    | 13         | ausgeschieden | ausgeschieden |
| Wita Palamar         | Hochsprung     | 01,93 m    | 08         | 01,99 m       | DOP 3         |
| Wira Rebryk          | Speerwurf      | 59,05 m    | 16         | ausgeschieden | ausgeschieden |
| Wiktorija Rybalko    | Weitsprung     | 06,43 m    | 23         | ausgeschieden | ausgeschieden |
| Inna Sajenko         | Hammerwurf     | 66,92 m    | 25         | ausgeschieden | ausgeschieden |
| Olha Saladucha       | Dreisprung     | 14,46 m    | 07         | 14,70 m       | 09            |
| Iryna Sekatschowa    | Hammerwurf     | 67,47 m    | 24         | ausgeschieden | ausgeschieden |
| Natalija Semenowa    | Diskuswurf     | 60,18 m    | 14         | ausgeschieden | ausgeschieden |
| Oleksandra Stadnjuk  | Weitsprung     | 06,19 m    | 32         | ausgeschieden | ausgeschieden |
| Wita Stjopina        | Hochsprung     | 01,93 m    | 01         | 1,93 m        | 12            |
| Olha Ywankowa        | Speerwurf      | 57,05 m    | 25         | ausgeschieden | ausgeschieden |
| Männer               |                |            |            |               |               |
| Roman Awramenko      | Speerwurf      | 71,64 m    | 28         | ausgeschieden | ausgeschieden |
| Jurij Bilonoh        | Kugelstoßen    | 20,36 m    | 07         | 20,63 m       | 05            |
| Dmytro Demjanjuk     | Hochsprung     | 02,20 m    | 21         | ausgeschieden | ausgeschieden |
| Wiktor Jastrebow     | Dreisprung     | 16,52 m    | 26         | ausgeschieden | ausgeschieden |
| Denys Jurtschenko    | Stabhochsprung | 05,65 m    | 04         | 05,70 m       | DOP 4         |
| Jurij Krymarenko     | Hochsprung     | 02,15 m    | 33         | ausgeschieden | ausgeschieden |
| Oleksandr Kortschmid | Stabhochsprung | 05,35 m    | 22         | ausgeschieden | ausgeschieden |
| Wiktor Kusnjezow     | Dreisprung     | 17,11 m    | 12         | 16,87 m       | 08            |
| Andrij Makartschew   | Weitsprung     | 07,77 m    | 23         | ausgeschieden | ausgeschieden |
| Maksym Masuryk       | Stabhochsprung | 05,55 m    | 16         | ausgeschieden | ausgeschieden |
| Oleksandr Nartow     | Hochsprung     | 02,10 m    | 39         | ausgeschieden | ausgeschieden |
| Mykola Sawolajnen    | Dreisprung     | 17,00 m    | 16         | ausgeschieden | ausgeschieden |
| Andrij Semenow       | Kugelstoßen    | 20,01 m    | 14         | ausgeschieden | ausgeschieden |
| Oleksij Semenow      | Diskuswurf     | 60,18 m    | 24         | ausgeschieden | ausgeschieden |
| Artem Rubanko        | Hammerwurf     | 74,47 m    | 15         | ausgeschieden | ausgeschieden |
| Ihor Tuhaj           | Hammerwurf     | 71,89 m    | 24         | ausgeschieden | ausgeschieden |
| Jewhen Wynohradow    | Hammerwurf     | 74,49 m    | 14         | ausgeschieden | ausgeschieden |

Mehrkampf
| Athleten            | Wettbewerb | Wettbewerb | Wettbewerb | Wettbewerb | Wettbewerb | Wettbewerb | Wettbewerb | Wettbewerb  | Gesamtpunkte | Rang  |
| Athleten            | –          | 100 m H    | HS         | KS         | 200 m      | WS         | SW         | 800 m       | Gesamtpunkte | Rang  |
| ------------------- | ---------- | ---------- | ---------- | ---------- | ---------- | ---------- | ---------- | ----------- | ------------ | ----- |
| Ljudmyla Blonska    | Resultat   | 13,31 s    | 1,86 m     | 14,29 m    | 24,14 s    | 6,48 m     | 47,60 m    | 2:09,44 min | 6700         | DOP 2 |
| Ljudmyla Blonska    | Punkte     | 1078       | 1054       | 0813       | 0967       | 1001       | 0814       | 0973        | 6700         | DOP 2 |
| Natalija Dobrynska  | Resultat   | 13,44 s    | 1,80 m     | 17,29 m    | 24,39 s    | 6,63 m     | 48,60 m    | 2:17,72 min | 6733         | Gold  |
| Natalija Dobrynska  | Punkte     | 1059       | 0978       | 1015       | 0944       | 1049       | 0833       | 0855        | 6733         | Gold  |
| Hanna Melnytschenko | Resultat   | 13,52 s    | 1,80 m     | 13,18 m    | 24,35 s    | 6,40 m     | 35,89 m    | 2:15,23 min | 6165         | 14    |
| Hanna Melnytschenko | Punkte     | 1047       | 0978       | 0739       | 0947       | 0975       | 0589       | 0890        | 6165         | 14    |

| Athleten         | Wettbewerb | Wettbewerb | Wettbewerb | Wettbewerb | Wettbewerb | Wettbewerb | Wettbewerb | Wettbewerb | Wettbewerb | Wettbewerb | Wettbewerb  | Gesamtpunkte | Rang |
| Athleten         | –          | 100 m      | WS         | KS         | HS         | 400 m      | 110 m H    | DW         | SHS        | SW         | 1500 m      | Gesamtpunkte | Rang |
| ---------------- | ---------- | ---------- | ---------- | ---------- | ---------- | ---------- | ---------- | ---------- | ---------- | ---------- | ----------- | ------------ | ---- |
| Oleksij Kasjanow | Resultat   | 10,53 s    | 7,56 m     | 15,15 m    | 1,96 m     | 47,70 s    | 14,27 s    | 48,39 m    | 4,30 m     | 51,59 m    | 4:28,94 min | 8238         | 06   |
| Oleksij Kasjanow | Punkte     | 0968       | 0950       | 0799       | 0767       | 0924       | 0927       | 0837       | 0702       | 0612       | 0752        | 8238         | 06   |

### Moderner Fünfkampf
Eigentlich gewann Wiktorija Tereschtschuk die erste olympische Medaille für die Ukraine im Modernen Fünfkampf. Bei Nachtests kam aber heraus, dass sie bei den Olympischen Sommerspielen 2008 gedopt gewesen ist. Dadurch wurde sie nachträglich disqualifiziert und ihr wurde die Bronzemedaille entzogen.
| Athlete                 | Schießen | Schießen | Schießen | Fechten  | Fechten | Fechten | Schwimmen | Schwimmen | Schwimmen | Reiten   | Reiten | Reiten | Rennen   | Rennen | Rennen | Gesamtpunkte | Rang  |
| Athlete                 | Resultat | Rang     | Punkte   | Resultat | Rang    | Punkte  | Resultat  | Rang      | Punkte    | Resultat | Rang   | Punkte | Resultat | Rang   | Punkte | Gesamtpunkte | Rang  |
| ----------------------- | -------- | -------- | -------- | -------- | ------- | ------- | --------- | --------- | --------- | -------- | ------ | ------ | -------- | ------ | ------ | ------------ | ----- |
| Frauen                  |          |          |          |          |         |         |           |           |           |          |        |        |          |        |        |              |       |
| Wiktorija Tereschtschuk | 178      | 17       | 1072     | 22:13    | 05      | 0928    | 2:13,97   | 05        | 1316      | 112      | 21     | 1088   | 10:13,25 | 02     | 1268   | 5672         | DOP 1 |
| Männer                  |          |          |          |          |         |         |           |           |           |          |        |        |          |        |        |              |       |
| Dmytro Kirpuljanskyj    | 184      | 11       | 1144     | 20:15    | 07      | 0880    | 2:04,37   | 13        | 1308      | 112      | 10     | 1088   | 10:01,57 | 31     | 0996   | 5416         | 09    |
| Pawlo Tymoschtschenko   | 185      | 09       | 1156     | 22:13    | 04      | 0908    | 2:09,20   | 28        | 1252      | 152      | 17     | 1048   | 9:42,61  | 24     | 1072   | 5436         | 07    |

### Radsport
Bei der letzten Austragung der Einzelverfolgung über die 300 Meter gewann Lessja Kalytowska die Bronzemedaille. Bei den Männern verpasste Wolodymyr Djudja mit den fünften Platz knapp eine Medaille bei der Einzelverfolgung und Lessja Kalytowska verpasste beim Punktefahren auch mit den fünften Platz eine Medaille. Serhij Rysenko nahm zum dritten Mal nach 2000 und 2004 an den BMX-Wettbewerben teil.

#### Bahn
Verfolgung
| Athleten                                                                    | Wettbewerb            | Qualifikation | Qualifikation | Halbfinale    | Halbfinale    | Halbfinale    | Finals        | Finals        | Finals        |
| Athleten                                                                    | Wettbewerb            | Zeit          | Rang          | Gegner        | Zeit          | Rang          | Gegner        | Zeit          | Rang          |
| --------------------------------------------------------------------------- | --------------------- | ------------- | ------------- | ------------- | ------------- | ------------- | ------------- | ------------- | ------------- |
| Frauen                                                                      |                       |               |               |               |               |               |               |               |               |
| Lessja Kalytowska                                                           | Einzelverfolgung      | 3:31,942 min  | 03            | Sereikaitė    | 3:31,785 min  | 03            | Shanks        | 3:31,413 min  | Bronze        |
| Männer                                                                      |                       |               |               |               |               |               |               |               |               |
| Wolodymyr Djudja                                                            | Einzelverfolgung      | 4:21,530 min  | 04            | Burke         | 4:22,471 min  | 05            | ausgeschieden | ausgeschieden | ausgeschieden |
| Witalij Popkow                                                              | Einzelverfolgung      | 4:30,321 min  | 14            | ausgeschieden | ausgeschieden | ausgeschieden | ausgeschieden | ausgeschieden | ausgeschieden |
| Wolodymyr Djudja Ljubomyr Polatajko Maxym Polischtschuk Witalij Schtschedow | Mannschaftsverfolgung | 4:07,883 min  | 09            | ausgeschieden | ausgeschieden | ausgeschieden | ausgeschieden | ausgeschieden | ausgeschieden |

Keirin
| Athlete          | Event  | 1st round | Repechage | 2nd round     | Finals        |
| Athlete          | Event  | Rank      | Rank      | Rank          | Rank          |
| ---------------- | ------ | --------- | --------- | ------------- | ------------- |
| Männer           |        |           |           |               |               |
| Andrij Wynokurow | Keirin | 4         | 2         | ausgeschieden | ausgeschieden |

Omnium
| Athlete                            | Event        | Points | Laps | Rank |
| ---------------------------------- | ------------ | ------ | ---- | ---- |
| Frauen                             |              |        |      |      |
| Lessja Kalytowska                  | Punktefahren | 10     | 0    | 5    |
| Männer                             |              |        |      |      |
| Wolodymyr Rybin                    | Punktefahren | 8      | 0    | 14   |
| Ljubomyr Polatajko Wolodymyr Rybin | Madison      | 0      | −3   | 15   |

#### Mountainbike
| Athleten       | Wettbewerb    | Zeit | Rang |
| -------------- | ------------- | ---- | ---- |
| Männer         |               |      |      |
| Serhij Rysenko | Cross-Country | DNF  | DNF  |

#### Straße
| Athleten               | Wettbewerb    | Zeit      | Rang |
| ---------------------- | ------------- | --------- | ---- |
| Frauen                 |               |           |      |
| Oxana Kaschtschyschyna | Straßenrennen | 3:34:13 h | 42   |
| Tetjana Stjaschkina    | Straßenrennen | 3:33:17 h | 32   |
| Jewhenija Wyssozka     | Straßenrennen | 3:32:55 h | 22   |
| Männer                 |               |           |      |
| Andrij Hrywko          | Straßenrennen | DNF       | DNF  |
| Andrij Hrywko          | Zeitfahren    | 1:08:01 h | 32   |
| Denys Kostjuk          | Straßenrennen | 6:39:42 h | 77   |
| Denys Kostjuk          | Zeitfahren    | 1:09:04 h | 37   |
| Ruslan Pidhornyj       | Straßenrennen | 6:34:22 h | 53   |
| Jaroslaw Popowytsch    | Straßenrennen | 6:26:17 h | 36   |

### Reiten
| Athlete | Wettbewerb | Qualifikation | Qualifikation | Qualifikation | Qualifikation | Qualifikation | Qualifikation | Qualifikation | Qualifikation | Finale        | Finale        | Finale        | Finale        | Finale        | Gesamt        | Gesamt        |
| Athlete | Wettbewerb | Runde 1       | Runde 1       | Runde 2       | Runde 2       | Runde 2       | Runde 3       | Runde 3       | Runde 3       | Runde A       | Runde A       | Runde B       | Runde B       | Runde B       | Gesamt        | Gesamt        |
| Athlete | Wettbewerb | Fehler        | Rang          | Fehler        | Gesamt        | Rang          | Fehler        | Gesamt        | Rang          | Fehler        | Rang          | Fehler        | Gesamt        | Rang          | Fehler        | Rang          |
| --- | ---------- | ------------- | ------------- | ------------- | ------------- | ------------- | ------------- | ------------- | ------------- | ------------- | ------------- | ------------- | ------------- | ------------- | ------------- | ------------- |
| Björn Nagel mit Magic Bengtsson | Einzel     | 10            | 56            | 09            | 19            | 44            | DNS           | DNS           | DNS           | ausgeschieden | ausgeschieden | ausgeschieden | ausgeschieden | ausgeschieden | ausgeschieden | ausgeschieden |
| Katharina Offel mit Lord Spezi | Einzel     | 27            | 73            | 17            | 44            | 65            | ausgeschieden | ausgeschieden | ausgeschieden | ausgeschieden | ausgeschieden | ausgeschieden | ausgeschieden | ausgeschieden | ausgeschieden | ausgeschieden |
| Oleksandr Onyschtschenko mit Codar | Einzel     | 18            | 70            | Eliminiert    | Eliminiert    | Eliminiert    | ausgeschieden | ausgeschieden | ausgeschieden | ausgeschieden | ausgeschieden | ausgeschieden | ausgeschieden | ausgeschieden | ausgeschieden | ausgeschieden |
| Jean-Claude Van Geenberghe mit Quintus                                                                                                   | Einzel     | 05            | 39            | 08            | 13            | 33            | 04            | 17            | 33            | 04            | 11            | 04            | 08            | 10            | 08            | 10            |
| Björn Nagel mit Magic Bengtsson Katharina Offel mit Lord Spezi Oleksandr Onyschtschenko mit Codar Jean-Claude Van Geenberghe mit Quintus | Team       | –             | –             | –             | –             | –             | –             | –             | –             | 34            | 12            | ausgeschieden | ausgeschieden | ausgeschieden | 34            | 12            |

### Ringen
Im Finale verpasste es Andrij Stadnik knapp sich zum Olympiasieger zu krönen und musste sich mit der Silbermedaille begnügen. Eigentlich konnte die Ukraine noch eine zweite Silbermedaille gewinnen, diese wurde aber aufgrund von Dopings nachträglich aberkannt. Darüber hinaus konnten Iryna Merleni und Taras Danko im Freistil und Armen Wardanjan im griechisch-römischen Stil eine Bronzemedaille gewinnen.
| Athlet                             | Wettkampf         | Runde 1        | Runde 1  | Achtelfinale  | Achtelfinale  | Viertelfinale | Viertelfinale | Halbfinale    | Halbfinale    | Finale        | Finale        | Endstand |
| Athlet                             | Wettkampf         | Gegner         | Ergebnis | Gegner        | Ergebnis      | Gegner        | Ergebnis      | Gegner        | Ergebnis      | Gegner        | Ergebnis      | Platz    |
| ---------------------------------- | ----------------- | -------------- | -------- | ------------- | ------------- | ------------- | ------------- | ------------- | ------------- | ------------- | ------------- | -------- |
| Frauen – Freistil                  |                   |                |          |               |               |               |               |               |               |               |               |          |
| Iryna Merleni                      | Klasse bis 48 kg  | Freilos        | Freilos  | Enkhjargal    | 1:0 1         | Ichō          | 1:1 1         | ausgeschieden | ausgeschieden | ausgeschieden | ausgeschieden | Bronze   |
| Julija Ostaptschuk                 | Klasse bis 63 kg  | Freilos        | Freilos  | Miller        | 1:2           | ausgeschieden | ausgeschieden | ausgeschieden | ausgeschieden | ausgeschieden | ausgeschieden | 11       |
| Nataliya Sinişin                   | Klasse bis 55 kg  | –              | –        | Van Dusen     | 1:2           | ausgeschieden | ausgeschieden | ausgeschieden | ausgeschieden | ausgeschieden | ausgeschieden | 12       |
| Oxana Waschtschuk                  | Klasse bis 72 kg  | –              | –        | Unda          | 2:0           | ausgeschieden | ausgeschieden | ausgeschieden | ausgeschieden | ausgeschieden | ausgeschieden | 12       |
| Männer – Freistil                  |                   |                |          |               |               |               |               |               |               |               |               |          |
| Ibrahim Aldatow                    | Klasse bis 74 kg  | Freilos        | Freilos  | Gitinow       | 1:2           | ausgeschieden | ausgeschieden | ausgeschieden | ausgeschieden | ausgeschieden | ausgeschieden | 14       |
| Taras Danko                        | Klasse bis 84 kg  | Freilos        | Freilos  | Mosquera      | 2:0           | Abdussalomow  | 0:2           | ausgeschieden | ausgeschieden | ausgeschieden | ausgeschieden | Bronze   |
| Wassyl Fedoryschyn                 | Klasse bis 60 kg  | Freilos        | Freilos  | Zadick        | 2:0           | Basargurujew  | 2:0           | Yumoto        | 2:0           | Batirow       | 0:2           | DOP 2    |
| Iwan Ischtschenko                  | Klasse bis 120 kg | Freilos        | Freilos  | Polatçı       | 1:2           | ausgeschieden | ausgeschieden | ausgeschieden | ausgeschieden | ausgeschieden | ausgeschieden | 11       |
| Andrij Stadnik                     | Klasse bis 66 kg  | Schwab         | 2:0      | Kumar         | 2:0           | Batirow       | 1:2 3         | Spiridonow    | 2:0           | Şahin         | 1:3           | Silber   |
| Heorhij Tibilow                    | Klasse bis 96 kg  | Freilos        | Freilos  | Muradow       | 1:2           | ausgeschieden | ausgeschieden | ausgeschieden | ausgeschieden | ausgeschieden | ausgeschieden | 05       |
| Männer – Griechisch-römischer Stil |                   |                |          |               |               |               |               |               |               |               |               |          |
| Olexandr Darahan                   | Klasse bis 84 kg  | Freilos        | Freilos  | Tahmasebi     | 1:2           | ausgeschieden | ausgeschieden | ausgeschieden | ausgeschieden | ausgeschieden | ausgeschieden | 14       |
| Jurij Kowal                        | Klasse bis 55 kg  | Fris           | 1:2      | ausgeschieden | ausgeschieden | ausgeschieden | ausgeschieden | ausgeschieden | ausgeschieden | ausgeschieden | ausgeschieden | 11       |
| Wolodymyr Schazkych                | Klasse bis 74 kg  | Dschulfalakjan | 1:2      | ausgeschieden | ausgeschieden | ausgeschieden | ausgeschieden | ausgeschieden | ausgeschieden | ausgeschieden | ausgeschieden | 15       |
| Olexandr Tschernezkyj              | Klasse bis 120 kg | Byers          | 0:2      | ausgeschieden | ausgeschieden | ausgeschieden | ausgeschieden | ausgeschieden | ausgeschieden | ausgeschieden | ausgeschieden | 17       |
| Armen Wardanjan                    | Klasse bis 66 kg  | Freilos        | Freilos  | Mansurov      | 2:0           | Begalijew     | 1:2           | ausgeschieden | ausgeschieden | ausgeschieden | ausgeschieden | Bronze   |

### Rudern
| Athleten                                                                       | Wettbewerb   | Vorlauf     | Vorlauf | Hoffnungslauf | Hoffnungslauf | Halbfinale  | Halbfinale | Finale        | Finale        | Rang |
| Athleten                                                                       | Wettbewerb   | Zeit        | Rang    | Zeit          | Rang          | Zeit        | Rang       | Zeit          | Rang          | Rang |
| ------------------------------------------------------------------------------ | ------------ | ----------- | ------- | ------------- | ------------- | ----------- | ---------- | ------------- | ------------- | ---- |
| Frauen                                                                         |              |             |         |               |               |             |            |               |               |      |
| Jana Dementjewa Kateryna Tarassenko                                            | Doppelzweier | 7:25,03 min | 7       | 7:06,77 min   | 4             | –           | –          | ausgeschieden | ausgeschieden | 7    |
| Tetjana Kolesnikowa Natalija Mustafajewa Olena Olefirenko Switlana Spirjuchowa | Doppelvierer | 6:17,84 min | 2       | 6:41,45 min   | 4             | –           | –          | 6:20,02 min   | 4             | 4    |
| Männer                                                                         |              |             |         |               |               |             |            |               |               |      |
| Serhij Bilouschtschenko Serhij Hryn Oleh Lykow Wolodymyr Pawlowskyj            | Doppelvierer | 5:40,11 min | 1       | –             | –             | 6:03,71 min | 5          | ausgeschieden | ausgeschieden | 8    |

### Schießsport
Mit den Olympiasiegen von Artur Ajwasjan und Oleksandr Petriw konnte die Ukraine ihre Olympiasiege im Schießsport verdoppeln. Zudem konnte Jurij Suchorukow noch eine Silbermedaille gewinnen und Oleh Omeltschuk verpasste eine Medaille erst im entscheidenden Shoot-off. Mit den zwei Goldmedaillen und der einen Silbermedaille war der Schießsport zum ersten Mal die erfolgreichste Sportart der Ukraine.
| Athleten          | Wettbewerb                                     | Qualifikation | Qualifikation | Finale        | Finale        |
| Athleten          | Wettbewerb                                     | Punkte        | Rang          | Punkte        | Rang          |
| ----------------- | ---------------------------------------------- | ------------- | ------------- | ------------- | ------------- |
| Frauen            |                                                |               |               |               |               |
| Natalija Kalnysch | Luftgewehr 10 m                                | 393           | 27            | ausgeschieden | ausgeschieden |
| Natalija Kalnysch | Kleinkalibergewehr Dreistellungskampf 50 Meter | 571           | 31            | ausgeschieden | ausgeschieden |
| Olena Kostewytsch | Luftpistole 10 m                               | 378           | 31            | ausgeschieden | ausgeschieden |
| Olena Kostewytsch | Sportpistole 25 m                              | 288           | 25            | ausgeschieden | ausgeschieden |
| Darija Scharipowa | Luftgewehr 10 m                                | 384           | 45            | ausgeschieden | ausgeschieden |
| Darja Tychowa     | Kleinkalibergewehr Dreistellungskampf 50 Meter | 577           | 20            | ausgeschieden | ausgeschieden |
| Männer            |                                                |               |               |               |               |
| Artur Ajwasjan    | Luftgewehr 10 m                                | 592           | 21            | ausgeschieden | ausgeschieden |
| Artur Ajwasjan    | Kleinkalibergewehr liegend 50 Meter            | 599           | 1             | 702,7         | Gold          |
| Artur Ajwasjan    | Kleinkalibergewehr Dreistellungskampf 50 Meter | 1165          | 19            | ausgeschieden | ausgeschieden |
| Roman Bondaruk    | Schnellfeuerpistole 25 Meter                   | 580           | 3             | 774,7         | 6             |
| Olexandr Lasejkyn | Luftgewehr 10 m                                | 594           | 11            | ausgeschieden | ausgeschieden |
| Mykola Miltschew  | Skeet                                          | 109           | 35            | ausgeschieden | ausgeschieden |
| Oleh Omeltschuk   | Luftpistole 10 m                               | 579           | 17            | ausgeschieden | ausgeschieden |
| Oleh Omeltschuk   | Freie Pistole 50 m                             | 563           | 3             | 658,9 S/O     | 4             |
| Oleksandr Petriw  | Schnellfeuerpistole 25 Meter                   | 580           | 4             | 780,2         | Gold          |
| Iwan Rybowalow    | Luftpistole 10 m                               | 572           | 35            | ausgeschieden | ausgeschieden |
| Iwan Rybowalow    | Freie Pistole 50 m                             | 553           | 20            | ausgeschieden | ausgeschieden |
| Jurij Suchorukow  | Kleinkalibergewehr liegend 50 Meter            | 589           | 36            | ausgeschieden | ausgeschieden |
| Jurij Suchorukow  | Kleinkalibergewehr Dreistellungskampf 50 Meter | 1174          | 3             | 1272,4        | Silber        |

### Schwimmsport
Zum zweiten Mal nach den Olympischen Sommerspielen 1996 in Atlanta blieben die Ukraine im Schwimmen ohne Medaille. Im Gegensatz dazu konnten Illja Kwascha und Jurij Schljachow mit ihrer Bronzemedaille im Synchronspringen vom 3-Meter-Brett nach Hanna Sorokina und Olena Schupina, welche bei den Olympischen Sommerspielen 2000 in Sydney ebenfalls die Bronzemedaille im Synchronspringen vom 3-Meter-Brett gewonnen haben, die zweite ukrainische Medaille im Wasserspringen und die erste Medaille für die männlichen ukrainischen Wasserspringer gewinnen.

#### Schwimmen
| Athlete                                                              | Event                      | Vorlauf    | Vorlauf | Halbfinale      | Halbfinale      | Finale          | Finale          | Rang |
| Athlete                                                              | Event                      | Zeit       | Rang    | Zeit            | Rang            | Zeit            | Rang            | Rang |
| -------------------------------------------------------------------- | -------------------------- | ---------- | ------- | --------------- | --------------- | --------------- | --------------- | ---- |
| Frauen                                                               |                            |            |         |                 |                 |                 |                 |      |
| Iryna Amschennikowa                                                  | 100 m Rücken               | 1:02,85    | 7       | ausgeschieden   | ausgeschieden   | ausgeschieden   | ausgeschieden   | 37   |
| Iryna Amschennikowa                                                  | 200 m Rücken               | 2:15,78    | 8       | ausgeschieden   | ausgeschieden   | ausgeschieden   | ausgeschieden   | 33   |
| Tetjana Chala                                                        | 200 m Schmetterling        | 2:12,16    | 4       | ausgeschieden   | ausgeschieden   | ausgeschieden   | ausgeschieden   | 24   |
| Hanna Chlistunowa                                                    | 100 Meter Brust            | 1:09,95    | 7       | ausgeschieden   | ausgeschieden   | ausgeschieden   | ausgeschieden   | 25   |
| Natalija Chudjakowa                                                  | 200 m Freistil             | 2:02,27    | 1       | ausgeschieden   | ausgeschieden   | ausgeschieden   | ausgeschieden   | 35   |
| Natalija Chudjakowa                                                  | 400 m Freistil             | 4:18,34    | 2       | –               | –               | ausgeschieden   | ausgeschieden   | 33   |
| Hanna Dserkal                                                        | 200 m Lagen                | 2:18,25    | 1       | ausgeschieden   | ausgeschieden   | ausgeschieden   | ausgeschieden   | 31   |
| Julija Pidlisna                                                      | 100 Meter Brust            | 1:09,72    | 8       | ausgeschieden   | ausgeschieden   | ausgeschieden   | ausgeschieden   | 24   |
| Julija Pidlisna                                                      | 200 Meter Brust            | 2:28,84    | 7       | ausgeschieden   | ausgeschieden   | ausgeschieden   | ausgeschieden   | 23   |
| Natalija Samorodina                                                  | 10 km Marathon             | –          | –       | –               | –               | 2:10:41,6       | 23              | 23   |
| Oksana Serikowa                                                      | 50 m Freistil              | 25,65      | 6       | ausgeschieden   | ausgeschieden   | ausgeschieden   | ausgeschieden   | 32   |
| Darja Stepanjuk                                                      | 100 m Freistil             | 55,51      | 4       | ausgeschieden   | ausgeschieden   | ausgeschieden   | ausgeschieden   | 27   |
| Kateryna Subkowa                                                     | 100 m Rücken               | 1:01,25    | 8       | ausgeschieden   | ausgeschieden   | ausgeschieden   | ausgeschieden   | 21   |
| Kateryna Subkowa                                                     | 200 m Rücken               | 2:12,64    | 7       | ausgeschieden   | ausgeschieden   | ausgeschieden   | ausgeschieden   | 22   |
| Kateryna Subkowa                                                     | 100 m Schmetterling        | 58,99 NR   | 6       | ausgeschieden   | ausgeschieden   | ausgeschieden   | ausgeschieden   | 24   |
| Natalija Chudjakowa Kateryna Dikidschi Hanna Dserkal Darja Stepanjuk | 4 × 100 m Freistil Staffel | 3:44,72    | 6       | –               | –               | ausgeschieden   | ausgeschieden   | 14   |
| Iryna Amschennikowa Julija Pidlisna Darja Stepanjuk Kateryna Subkowa | 4 × 100 m Lagen Staffel    | 4:08,62    | 8       | –               | –               | ausgeschieden   | ausgeschieden   | 16   |
| Männer                                                               |                            |            |         |                 |                 |                 |                 |      |
| Serhij Adwena                                                        | 200 m Freistil             | 1:48,18 NR | 3       | ausgeschieden   | ausgeschieden   | ausgeschieden   | ausgeschieden   | 23   |
| Serhij Adwena                                                        | 200 m Schmetterling        | 1:56,24    | 5       | 1:56,64         | 7               | ausgeschieden   | ausgeschieden   | 15   |
| Ihor Borysyk                                                         | 100 m Brust                | 1:00,31    | 2       | 1:00,55         | 4               | 1:00,20         | 7               | 7    |
| Ihor Borysyk                                                         | 200 m Brust                | 2:11,08    | 6       | 2:10,99         | 7               | ausgeschieden   | ausgeschieden   | 14   |
| Serhij Breus                                                         | 100 m Schmetterling        | 51,82      | 1       | 52,05           | 7               | ausgeschieden   | ausgeschieden   | 13   |
| Walerij Dymo                                                         | 200 m Rücken               | 2:11,65    | 8       | Did not advance | Did not advance | Did not advance | Did not advance | 22   |
| Serhij Fessenko                                                      | 400 m Freistil             | 3:47,75    | 2       | –               | –               | ausgeschieden   | ausgeschieden   | 16   |
| Serhij Fessenko                                                      | 1500 m Freistil            | 15:13,03   | 6       | –               | –               | ausgeschieden   | ausgeschieden   | 28   |
| Oleksandr Issakow                                                    | 100 m Rücken               | 56,55      | 6       | ausgeschieden   | ausgeschieden   | ausgeschieden   | ausgeschieden   | 38   |
| Oleksandr Issakow                                                    | 200 m Rücken               | 2:03,59    | 6       | ausgeschieden   | ausgeschieden   | ausgeschieden   | ausgeschieden   | 39   |
| Jurij Jehoschyn                                                      | 50 m Freistil              | 22,77      | 3       | ausgeschieden   | ausgeschieden   | ausgeschieden   | ausgeschieden   | 42   |
| Jurij Jehoschyn                                                      | 100 m Freistil             | 49,56      | 6       | ausgeschieden   | ausgeschieden   | ausgeschieden   | ausgeschieden   | 36   |
| Wadym Lepskyj                                                        | 200 m Lagen                | 2:01,73    | 3       | ausgeschieden   | ausgeschieden   | ausgeschieden   | ausgeschieden   | 28   |
| Wadym Lepskyj                                                        | 400 m Lagen                | 4:20,96    | 6       | –               | –               | ausgeschieden   | ausgeschieden   | 20   |
| Ihor Tscherwynskyj                                                   | 10 km Marathon             | –          | –       | –               | –               | 1:52:14,7       | 12              | 12   |
| Oleh Lissohor                                                        | 100 m Brust                | 1:00,65    | 2       | 1:00,31         | 5               | ausgeschieden   | ausgeschieden   | 9    |
| Andrij Serdinow                                                      | 100 m Schmetterling        | 51,10 NR   | 3       | 51,41           | 3               | 51,59           | 7               | 7    |
| Denys Sylantjew                                                      | 200 m Schmetterling        | 1:57,02    | 7       | ausgeschieden   | ausgeschieden   | ausgeschieden   | ausgeschieden   | 21   |
| Serhij Breus Walerij Dymo Oleksandr Issakow Jurij Jehoschyn          | 4 × 100 m Lagen Staffel    | 3:38,76    | 7       | –               | –               | ausgeschieden   | ausgeschieden   | 15   |

#### Synchronschwimmen
| Athleten                        | Wettbewerb | Qualifikation  | Qualifikation  | Qualifikation | Qualifikation | Qualifikation | Qualifikation | Finale    | Finale    | Finale | Finale | Rang |
| Athleten                        | Wettbewerb | Technische Kür | Technische Kür | Freie Kür     | Freie Kür     | Gesamt        | Gesamt        | Freie Kür | Freie Kür | Gesamt | Gesamt | Rang |
| Athleten                        | Wettbewerb | Punkte         | Rang           | Punkte        | Rang          | Gesamt        | Rank          | Punkte    | Rang      | Punkte | Rang   | Rang |
| ------------------------------- | ---------- | -------------- | -------------- | ------------- | ------------- | ------------- | ------------- | --------- | --------- | ------ | ------ | ---- |
| Darja Juschko Ksenija Sydorenko | Duett      | 46,084         | 8              | 46,334        | 8             | 92,418        | 8             | 46,584    | 8         | 92,668 | 8      | 8    |

#### Wasserspringen
| Athleten                               | Wettbewerb           | Vorkampf | Vorkampf | Halbfinale    | Halbfinale    | Finale        | Finale        | Rang   |
| Athleten                               | Wettbewerb           | Punkte   | Rang     | Punkte        | Rang          | Punkte        | Rang          | Rang   |
| -------------------------------------- | -------------------- | -------- | -------- | ------------- | ------------- | ------------- | ------------- | ------ |
| Frauen                                 |                      |          |          |               |               |               |               |        |
| Olena Fedorowa                         | Kunstspringen 3 m    | 323,75   | 7        | 329,10        | 6             | 298,40        | 11            | 11     |
| Hanna Pysmenska                        | Kunstspringen 3 m    | 223,50   | 26       | ausgeschieden | ausgeschieden | ausgeschieden | ausgeschieden | 26     |
| Julija Prokoptschuk                    | Turmspringen 10 m    | 290,40   | 20       | ausgeschieden | ausgeschieden | ausgeschieden | ausgeschieden | 20     |
| Hanna Pysmenska Marija Woloschtschenko | Synchronspringen 3 m | –        | –        | –             | –             | 293,10        | 7             | 07     |
| Männer                                 |                      |          |          |               |               |               |               |        |
| Illja Kwascha                          | Kunstspringen 3 m    | 461,65   | 8        | 439,55        | 15            | ausgeschieden | ausgeschieden | 15     |
| Jurij Schljachow                       | Kunstspringen 3 m    | 405,05   | 23       | ausgeschieden | ausgeschieden | ausgeschieden | ausgeschieden | 23     |
| Kostjantyn Miljajew                    | Turmspringen 10 m    | 410,05   | 20       | ausgeschieden | ausgeschieden | ausgeschieden | ausgeschieden | 20     |
| Anton Sacharow                         | Turmspringen 10 m    | 344,95   | 29       | ausgeschieden | ausgeschieden | ausgeschieden | ausgeschieden | 29     |
| Illja Kwascha Jurij Schljachow         | Synchronspringen 3 m | –        | –        | –             | –             | 415,05        | 3             | Bronze |

### Segeln
| Athleten                                                 | Wettbewerb      | Qualifikation | Qualifikation | Medal Race    | Medal Race    | Punkte | Rang |
| Athleten                                                 | Wettbewerb      | Punkte        | Rang          | Punkte        | Rang          | Punkte | Rang |
| -------------------------------------------------------- | --------------- | ------------- | ------------- | ------------- | ------------- | ------ | ---- |
| Frauen                                                   |                 |               |               |               |               |        |      |
| Olha Masliwez                                            | Windsurfen RS:X | 073,0         | 08            | 10,0          | 05            | 048,0  | 08   |
| Männer                                                   |                 |               |               |               |               |        |      |
| Maksym Oberemko                                          | Windsurfen RS:X | 103,0         | 12            | ausgeschieden | ausgeschieden | 103,0  | 12   |
| offenen Bootsklassen                                     |                 |               |               |               |               |        |      |
| Walerij Kudrjaschow Pawlo Kalintschew Andrij Schafranjuk | Tornado         | 099,0         | 13            | ausgeschieden | ausgeschieden | 099,0  | 13   |
| Heorhij Leontschuk Rodion Luka                           | 49er            | 139,0         | 15            | ausgeschieden | ausgeschieden | 139,0  | 15   |

### Tennis
| Athleten                              | Wettbewerb | 1. Runde   | 1. Runde      | 2. Runde      | 2. Runde      | Achtelfinale  | Achtelfinale  | Viertelfinale | Viertelfinale | Halbfinale         | Halbfinale    | Finale        | Finale        | Rang |
| Athleten                              | Wettbewerb | Gegner     | Ergebnis      | Gegner        | Ergebnis      | Gegner        | Ergebnis      | Gegner        | Ergebnis      | Gegner             | Ergebnis      | Gegner        | Ergebnis      | Rang |
| ------------------------------------- | ---------- | ---------- | ------------- | ------------- | ------------- | ------------- | ------------- | ------------- | ------------- | ------------------ | ------------- | ------------- | ------------- | ---- |
| Frauen                                |            |            |               |               |               |               |               |               |               |                    |               |               |               |      |
| Aljona Bondarenko                     | Einzel     | Sequera    | 6:3, 1:0 1    | Janković      | 5:7, 1:6      | ausgeschieden | ausgeschieden | ausgeschieden | ausgeschieden | ausgeschieden      | ausgeschieden | ausgeschieden | ausgeschieden | 17   |
| Kateryna Bondarenko                   | Einzel     | Dementjewa | 1:6, 4:6      | ausgeschieden | ausgeschieden | ausgeschieden | ausgeschieden | ausgeschieden | ausgeschieden | ausgeschieden      | ausgeschieden | ausgeschieden | ausgeschieden | 33   |
| Marija Korytzewa                      | Einzel     | Obziler    | 5:7, 7:5, 6:4 | Šafářová      | 6:2, 1:6, 5:7 | ausgeschieden | ausgeschieden | ausgeschieden | ausgeschieden | ausgeschieden      | ausgeschieden | ausgeschieden | ausgeschieden | 17   |
| Tetjana Perebyjnis                    | Einzel     | Asaranka   | 4:6, 7:5, 4:6 | ausgeschieden | ausgeschieden | ausgeschieden | ausgeschieden | ausgeschieden | ausgeschieden | ausgeschieden      | ausgeschieden | ausgeschieden | ausgeschieden | 33   |
| Aljona Bondarenko Kateryna Bondarenko | Doppel     | Polen      | 6:3, 6:2      | –             | –             | Belarus       | 6:1, 6:3      | Italien       | 6:1, 3:6, 7:5 | Vereinigte Staaten | 6:4, 4:6, 1:6 | ausgeschieden | ausgeschieden | 04   |
| Marija Korytzewa Tetjana Perebyjnis   | Doppel     | Spanien    | 3:6, 4:6      | –             | –             | ausgeschieden | ausgeschieden | ausgeschieden | ausgeschieden | ausgeschieden      | ausgeschieden | ausgeschieden | ausgeschieden | 17   |

### Tischtennis
| Athleten              | Wettbewerb | 1. Runde  | 1. Runde | 2. Runde       | 2. Runde      | 3. Runde      | 3. Runde      | 4. Runde      | 4. Runde      | Achtelfinale  | Achtelfinale  | Viertelfinale | Viertelfinale | Halbfinale    | Halbfinale    | Finale        | Finale        | Rang |
| Athleten              | Wettbewerb | Gegner    | Ergebnis | Gegner         | Ergebnis      | Gegner        | Ergebnis      | Gegner        | Ergebnis      | Gegner        | Ergebnis      | Gegner        | Ergebnis      | Gegner        | Ergebnis      | Gegner        | Ergebnis      | Rang |
| --------------------- | ---------- | --------- | -------- | -------------- | ------------- | ------------- | ------------- | ------------- | ------------- | ------------- | ------------- | ------------- | ------------- | ------------- | ------------- | ------------- | ------------- | ---- |
| Frauen                |            |           |          |                |               |               |               |               |               |               |               |               |               |               |               |               |               |      |
| Marharyta Pessozka    | Einzel     | Shumakova | 4:0      | Fang           | 1:4           | ausgeschieden | ausgeschieden | ausgeschieden | ausgeschieden | ausgeschieden | ausgeschieden | ausgeschieden | ausgeschieden | ausgeschieden | ausgeschieden | ausgeschieden | ausgeschieden | 49   |
| Tetjana Sorotschynska | Einzel     | Yossry    | 4:0      | Tan Monfardini | 2:4           | ausgeschieden | ausgeschieden | ausgeschieden | ausgeschieden | ausgeschieden | ausgeschieden | ausgeschieden | ausgeschieden | ausgeschieden | ausgeschieden | ausgeschieden | ausgeschieden | 49   |
| Männer                |            |           |          |                |               |               |               |               |               |               |               |               |               |               |               |               |               |      |
| Kou Lei               | Einzel     | Saka      | 1:4      | ausgeschieden  | ausgeschieden | ausgeschieden | ausgeschieden | ausgeschieden | ausgeschieden | ausgeschieden | ausgeschieden | ausgeschieden | ausgeschieden | ausgeschieden | ausgeschieden | ausgeschieden | ausgeschieden | 65   |

### Triathlon
| Athleten               | Wettbewerb | Zeit      | Zeit       | Zeit       | Zeit       | Rang       |
| Athleten               | Wettbewerb | Schwimmen | Radfahren  | Laufen     | gesamt     | Rang       |
| ---------------------- | ---------- | --------- | ---------- | ---------- | ---------- | ---------- |
| Frauen                 |            |           |            |            |            |            |
| Julija Jelistratowa    | Einzel     | 21:02     | 1:05:18    | 36:09      | 2:03:34,39 | 24         |
| Männer                 |            |           |            |            |            |            |
| Wolodymyr Polikarpenko | Einzel     | 18:23     | 58:58      | 34:32      | 1:52:51,74 | 35         |
| Andrij Hluschtschenko  | Einzel     | 18:59     | überrundet | überrundet | überrundet | überrundet |

### Turnen
Oleksandr Worobjow konnte durch seine Bronzemedaille die erste Medaille für die Ukraine an den Ringen gewinnen. Ebenfalls eine Bronzemedaille konnte in der rhythmischen Sportgymnastik Hanna Bessonowa gewinnen. Nachdem Bessonowa bereits bei den Olympischen Sommerspielen 2004 die Bronzemedaille gewonnen hatte, war es ihre zweite olympische Medaille und die erste Ukrainerin die zwei Medaillen in der rhythmischen Sportgymnastik gewinnen konnte.

#### Gerätturnen
| Athleten                                                                                             | Wettbewerb   | Qualifikation | Qualifikation | Finale        | Finale        |
| Athleten                                                                                             | Wettbewerb   | Punkte        | Rang          | Punkte        | Rang          |
| --- | ------------ | ------------- | ------------- | ------------- | ------------- |
| Frauen                                                                                               |              |               |               |               |               |
| Anastassija Kowal                                                                                    | Stufenbarren | –             | –             | 016,375       | 05            |
| Darja Shoba                                                                                          | Stufenbarren | –             | –             | 014,875       | 08            |
| Walentyna Holenkowa Anastassija Kowal Alina Kositsch Iryna Krasnjanska Maryna Proskurina Darja Shoba | Mannschaft   | 231,125       | 11            | ausgeschieden | ausgeschieden |
| Männer                                                                                               |              |               |               |               |               |
| Walerij Hontscharow                                                                                  | Barren       | 016,000       | 11            | ausgeschieden | ausgeschieden |
| Walerij Hontscharow                                                                                  | Reck         | 013,850       | 62            | ausgeschieden | ausgeschieden |
| Oleksandr Worobjow                                                                                   | Ringe        | 016,250       | 03            | 016,325       | Bronze        |

#### Rhythmische Sportgymnastik
| Athletinnen                                                                                               | Wettbewerb           | Qualifikation | Qualifikation | Finale | Finale | Rang   |
| Athletinnen                                                                                               | Wettbewerb           | Punkte        | Rang          | Punkte | Rang   | Rang   |
| --- | -------------------- | ------------- | ------------- | ------ | ------ | ------ |
| Frauen |                      |               |               |        |        |        |
| Hanna Bessonowa                                                                                           | Mehrkampf Einzel     | 72,825        | 3             | 71,875 | 3      | Bronze |
| Natalija Hodunko                                                                                          | Mehrkampf Einzel     | 69,400        | 6             | 68,850 | 7      | 6      |
| Krystyna Tscherepjenina Olena Dmytrasch Alina Maksymenko Wira Perederij Wita Subtschenko Julija Slobodjan | Mehrkampf Mannschaft | 31,625        | 6             | 31,100 | 8      | 8      |

#### Trampolinturnen
| Athleten        | Wettbewerb | Qualifikation | Qualifikation | Finale | Finale | Rang |
| Athleten        | Wettbewerb | Punkte        | Rang          | Punkte | Rang   | Rang |
| --------------- | ---------- | ------------- | ------------- | ------ | ------ | ---- |
| Frauen          |            |               |               |        |        |      |
| Olena Mowtschan | Einzel     | 70,70         | 4             | 39,80  | 5      | 4    |
| Männer          |            |               |               |        |        |      |
| Jurij Nikitin   | Einzel     | 64,80         | 6             | 36,60  | 4      | 5    |